# Corydoras breei
Corydoras breei is een straalvinnige vissensoort uit de familie van de pantsermeervallen (Callichthyidae). De wetenschappelijke naam van de soort is voor het eerst geldig gepubliceerd in 1992 door Isbrücker & Nijssen.